# Leon Wecke
Leon Wecke (Arnhem, 31 januari 1932 – Nijmegen, 13 juni 2015) was een Nederlands polemoloog. Hij was medeoprichter van en werkzaam bij het Centrum voor Internationaal Conflictanalyse & Management (CICAM) van de Radboud Universiteit Nijmegen. Hij doceerde over oorlog en vrede, schreef boeken en columns.
Wecke studeerde Politieke en Sociale Wetenschappen in Nijmegen en Parijs. Tevens voltooide hij een journalistieke opleiding, waarna hij enige jaren doceerde aan de toenmalige journalistenopleiding in Nijmegen. Later werd hij directeur van het Studiecentrum voor Vredesvraagstukken van de Katholieke Universiteit Nijmegen. Wecke concentreerde zich bij zijn onderzoek vooral op beeldvorming met betrekking tot internationale bedreigingen. Hij publiceerde veelvuldig over vijandbeelden, zoals het beeld van de Sovjet-Unie in de Nederlandse publieke opinie en in politieke documenten tijdens de Koude Oorlog. Ook onderzocht hij de beeldvorming van het zogenaamde wereldterrorisme.
Bij het bereiken van de pensioengerechtigde leeftijd in 1997 weigerde hij met een beroep op het gelijkheidsbeginsel afscheid te nemen van de universiteit. Hij was sindsdien als seniordocent verbonden aan het Studiecentrum voor Vredesvraagstukken, dat later opging in het CICAM. Ook doceerde hij aan het Instituut Defensie Leergangen, het Instituut Clingendael en de opleiding van de Koninklijke Marechaussee in Apeldoorn. Hij was als columnist actief voor Omroep Gelderland en verscheen als deskundige diverse keren op televisie, onder andere ten tijde van de oorlog in Irak. Hij gaf nog college tot enkele weken voor zijn dood, maar moest toen vanwege ademhalingsproblemen opgenomen worden in het Radboudumc, waar hij overleed.
Leon Wecke was lid van het comité van aanbeveling van de stichting Stop de Bezetting en van de Nederlandse tak van internationale mensenrechtenorganisatie Peace Brigades International.
Door het CICAM is in 2018 de Leon Weckeprijs in het leven geroepen als eerbetoon. De prijs gaat elke twee jaar naar iemand die in Nederland werkt en een kritisch en/of dwars geluid laat horen in de publieke discussie rondom oorlog, vrede en internationale politiek. Op 16 maart 2018 kreeg Carolien Roelants als eerste de onderscheiding.